# Cercle del crim
Cercle del crim (títol original: Circus ) és una pel·lícula britànica de suspens estrenada el 2000. És protagonitzada per Famke Janssen, John Hannah, Christopher Biggins, Amanda Donohoe i la dirigeix Rob Walker. Ha estat doblada al català.

## Argument
Leo (John Hannah) i la seva atractiva esposa Lily (Famke Janssen) són la parella més genial de la ciutat i tenen un somni: abandonar el món del crim i fugir a Cuba amb un bitllet només d'anada. Per a això, planegen junts una gran estafa, en la qual una gran varietat d'oportunistes i sense escrúpols es veuran involucrats, a la recerca d'una part del botí. Amb el cop ja en marxa, Leo i Lily canviaran sobtadament els seus plans per tenir un avantatge sobre el frau i la intriga, en la qual es veuran embolicats un sàdic prestamista que persegueix a Leo perquè pagui els seus deutes, un ingenu Goliat, anomenat Moose (Tom Lister Jr.), a la recerca de la seva promesa, el mafiós Bruno i l'excèntric Julius (Peter Stormare).

## Repartiment
- Famke Janssen: Lily Garfield
- John Hannah: Leo
- Peter Stormare: Julius
- Eddie Izzard: Troy
- Fred Ward: Elmo
- Lucy Akhurst: Helen
- Brian Conley: Bruno
- Tom Lister Jr.: Moose
- Amanda Donohoe: Gloria
- Ian Burfield: Caspar
- Neil Stuke: Roscoe
- Michael Attwell: Magnus
- Jason Watkins: a Dom
- Christopher Biggins: Arnie